# 3699 Milbourn
3699 Milbourn је астероид главног астероидног појаса са средњом удаљеношћу од Сунца која износи 2,398 астрономских јединица (АЈ).
Апсолутна магнитуда астероида је 12,7.